# Wybory parlamentarne w Słowenii w 2004 roku
Wybory parlamentarne w Słowenii w 2004 roku odbyły się 3 października 2004. Do głosowania uprawnionych było 1,63 mln obywateli. W głosowaniu wyborcy wyłonili swoich 88 przedstawicieli do Zgromadzenia Państwowego, pozostałe dwa mandaty w parlamencie zarezerwowane pozostawały dla przedstawicieli mniejszości węgierskiej i włoskiej. Próg wyborczy dla partii politycznych był ustalony na 4%. Frekwencja w głosowaniu wyniosła 60,65%. Wybory przyniosły zwycięstwo opozycyjnej Słoweńskiej Partii Demokratycznej nad rządzącą Liberalną Demokracją Słowenii, co doprowadziło do utworzenia centroprawicowej koalicji popierającej rząd Janeza Janšy.

## Wyniki
| Lista wyborcza                         | Głosy   | %     | Miejsca |
| -------------------------------------- | ------- | ----- | ------- |
| Słoweńska Partia Demokratyczna         | 281 710 | 29,08 | 29      |
| Liberalna Demokracja Słowenii          | 220 848 | 22,80 | 23      |
| Zjednoczona Lista Socjaldemokratów     | 98 527  | 10,17 | 10      |
| Nowa Słowenia                          | 88 073  | 9,09  | 9       |
| Słoweńska Partia Ludowa                | 66 032  | 6,82  | 7       |
| Słoweńska Partia Narodowa              | 60 750  | 6,27  | 6       |
| Demokratyczna Partia Emerytów Słowenii | 39 150  | 4,04  | 4       |
| Aktywna Słowenia                       | 28 767  | 2,97  | —       |
| Słowenia Jest Nasza                    | 25 343  | 2,62  | —       |
| Partia Młodych Słowenii                | 20 174  | 2,08  | —       |
| Pozostali                              | 39 398  | 4,07  | —       |
| Mniejszości narodowe                   | —       | —     | 2       |
| Razem                                  | 968 772 |       | 90      |